# 佛所行讚
《佛所行讚》（梵語：Buddhacarita，天城文：बुद्धचरितम्， 藏文：སངས་རྒྱས་ཀྱི་སྤྱོད་པ་ཞེས་བྱ་བའི་སྙན་དངགས་ཆེན་པོ ）是古印度以梵文所寫有關释迦牟尼生平傳記的一部史詩，傳統上認為由馬鳴所著，成文於公元200年代，題作曇無讖譯，出三藏記集作寶雲譯，經考證應當是寶雲譯。另一譯本，名為《佛本行經》，題作寶雲譯，出三藏記集作失譯。

## 版本
現存梵文版本《佛所行讚》，有17章，其中只有頭14章被確認為馬鳴所著，當中記載佛陀前生的生活至覺悟之時。中文譯本則有28章，記載了佛陀一生的完整故事，頭14章與梵文版本吻合。梵文版本原本亦有28章，但後來缺失了，現存的15至17章，乃後人所加。
現存藏文版本《佛所行讚》，藏文名稱譯為《佛行廣詩》，共28章，同樣題爲馬鳴所著，人王賢善與慧王譯，目前收錄於《丹珠爾大藏經》之《本生部》中，參考德格版《丹珠爾大藏經》第172冊
現今常用之英譯本（Buddhacarita 或 Life of Buddha），為Edward Hamilton Johnston之譯本（1928年及1936年）。

## 比較漢譯《長阿含經》
相比漢譯的《長阿含經》，佛所行讚的記載一般被認為比較溫和平實，較少誇張描寫。